# 加勒特·洛尼
加勒特·洛尼（英語：Garrett Lowney，1979年10月3日—），美国男子摔跤运动员。他曾代表美国参加2000年和2004年夏季奥林匹克运动会摔跤比赛，其中2000年夏季奥运会获得一枚铜牌。